# 201 (số)
201 (hai trăm linh một) là một số tự nhiên ngay sau 200 và ngay trước 202.